# 스웨덴 공주 비르지타
비르지타 잉게보르크 알리체(스웨덴어: Birgitta Ingeborg Alice, 1937년 1월 19일 ~ 2024년 12월 4일)는 스웨덴 왕실의 일원이다. 그녀는 베스테르보텐 공작 구스타프 아돌프 왕자와 지빌라 폰 작센코부르크고타 공녀의 차녀이자 칼 16세 구스타프의 둘째 누나이다.